# Taber!
|  | Denne artikel er oprettet af botten PalnaBot ud fra en ekstern database. Den kan derfor have sproglige fejl eller mangler. Denne skabelon kan fjernes efter kontrol af indholdet. |

Taber! er en kortfilm instrueret af Jessica Nilsson efter manuskript af Jessica Nilsson og Annette Finnsdottir.

## Handling
Mads var engang en berømt punkmusiker. Nu har han sceneskræk og er på røven. Ingen af hans gamle kammerater vil kendes ved ham. Undtagen Lone, som nu kalder sig Marylou. Hun er vild og kører rundt i en flot bil. Hun har altid været forelsket i Mads, og hun er stadig vild med hans musik. For hende er han stadig den, han altid har været, og for første gang i lang tid får Mads øje på andet end sin egen elendighed.